# Нагірянка

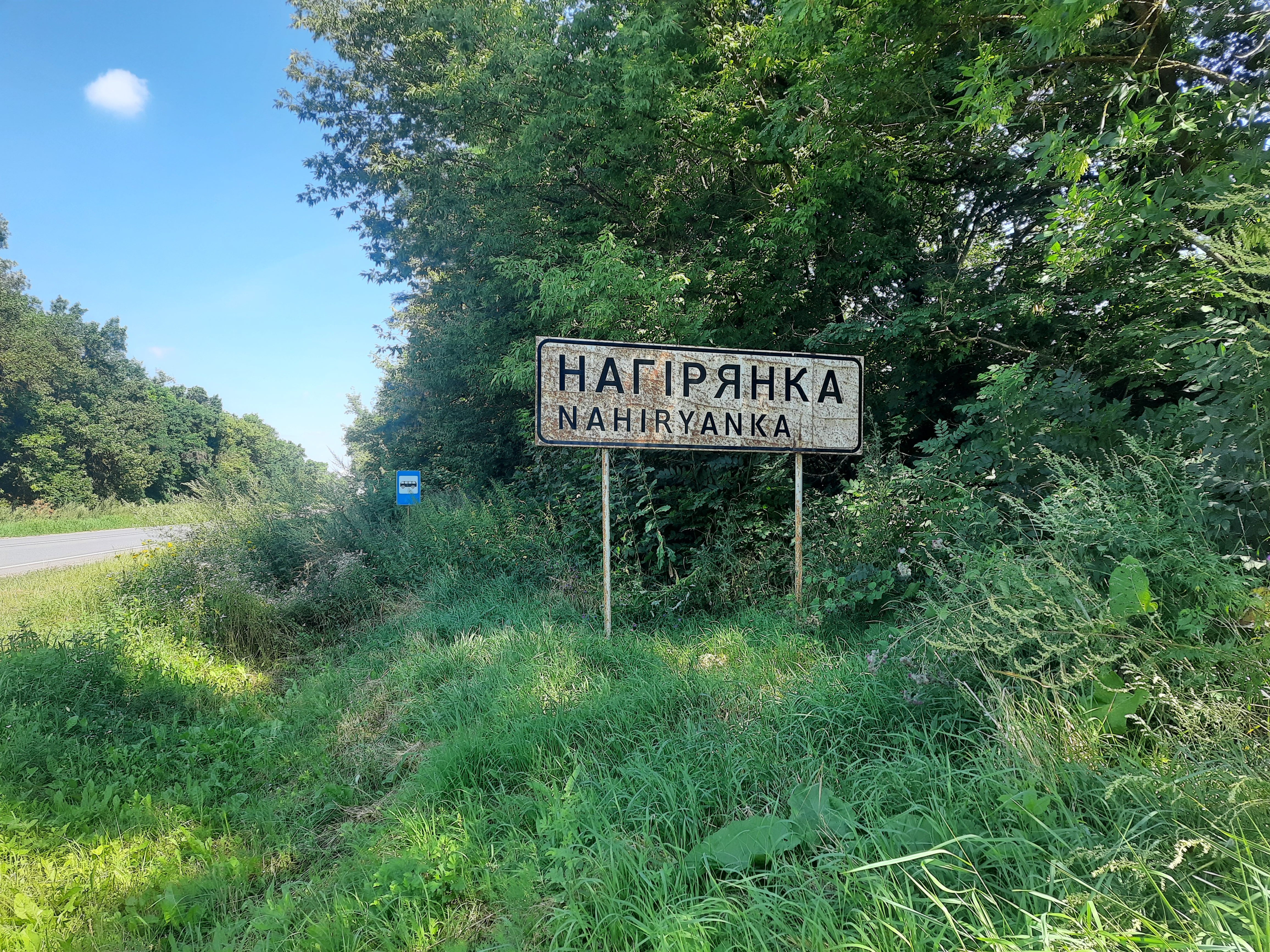
Дорожній знак при в'їзді в село

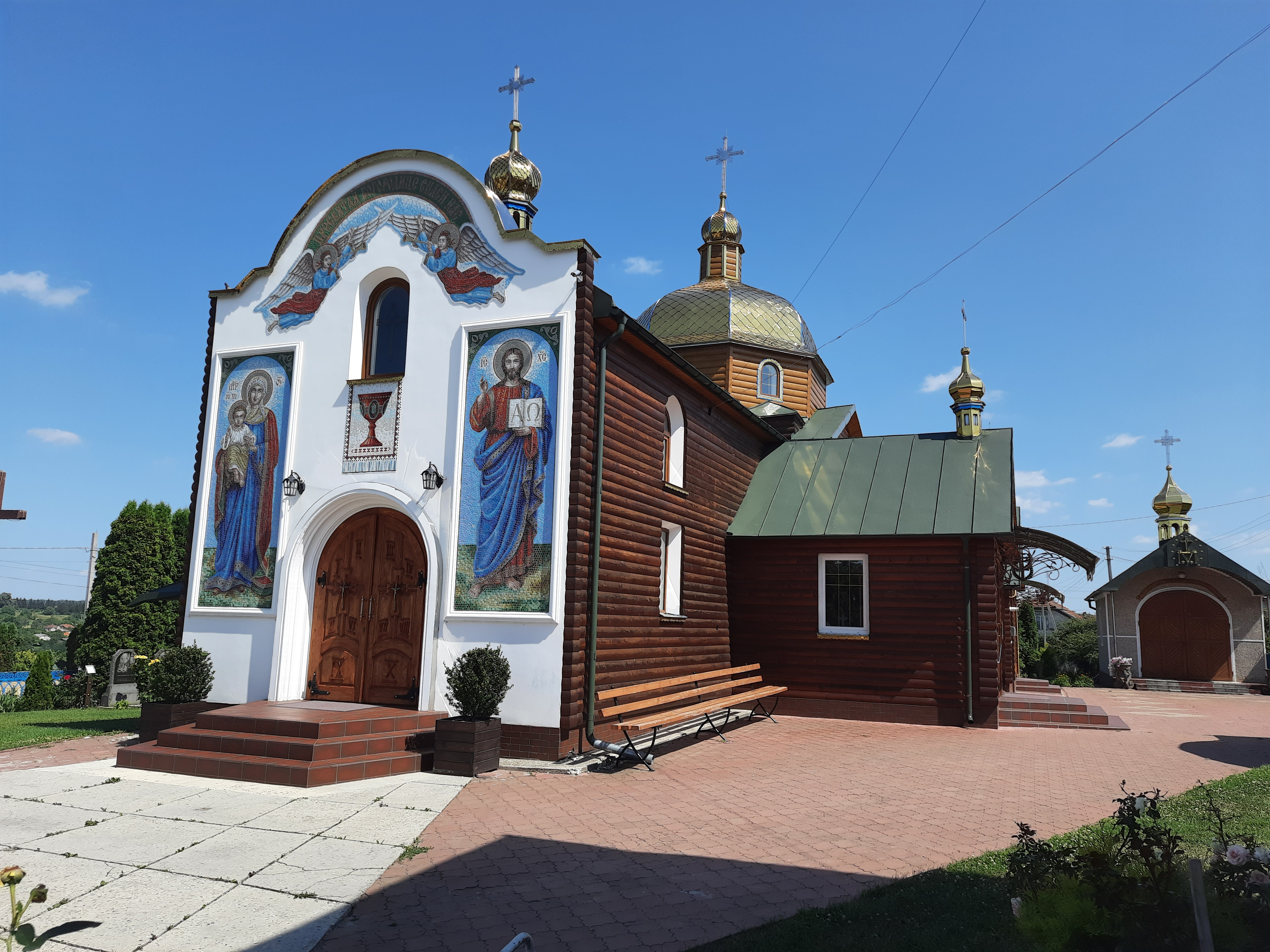
Церква Святого Миколая.

Нагі́рянка — селище в Україні, адміністративний центр Нагірянської сілищної громади Чортківського району Тернопільської області.

## Географічне розташування
Селище розташоване за 13 км від районного центру, на річці Черкаська. Через Нагірянку пролягають автошлях міжнародного значення М19E85 Луцьк —Тернопіль — Чернівці, залізнична лінія Тернопіль — Заліщики, станція — Ягільниця.

## Хутори

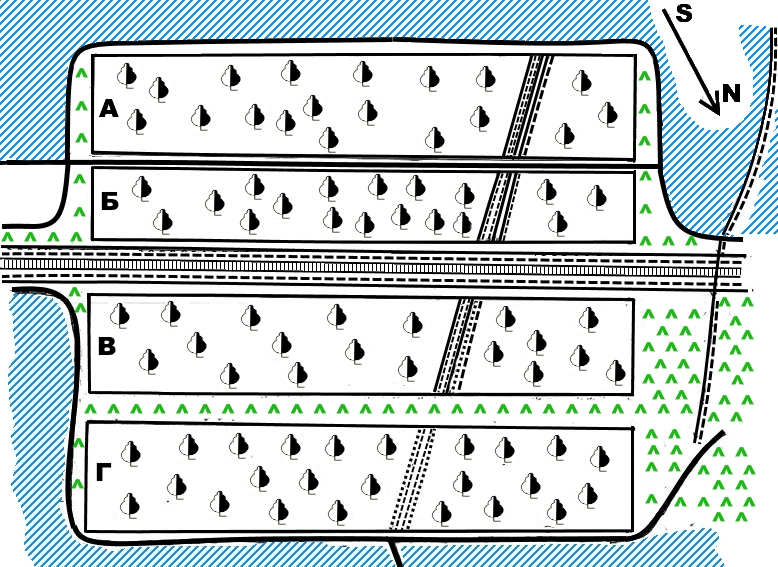
План-схема лінії оборони в Хом'яківці

Село Хом'яківка (відоме з 1785 року; з 1925 року діяла філія товариства «Просвіта». 1961 року приєднано до села Нагірянка).

### Лінія оборони біля Хом'яківки
Фортифікаційна споруда неподалік села (нині — хутір), у вигляді рову та насипаного валу, випадково виявлена у 2012 році під час дослідження кургану скіфського часу, відкритого Володимиром Добрянським у 2010 році. Ця захисна лінія оборони знаходиться за 1,5 км на північний захід від Хом'яківки, на підвищенні у лісосмузі в урочищах За Грушкою або Перша Посадка.
- Гаї Нагорянські (відомий від 1920-х років).
- Марилівка (відомий від кінця XIX століття).

## Історія

### Стародавні часи
Поблизу Нагірянки виявлено археологічні пам'ятки трипільської культури (3-є тисячоліття до н. е.) та часів Київської Русі (XI—XIII століття). Поселення трипільської культури поблизу села виявлене на початку XX ст. На поверхні поселення зібрано уламки розписної кераміки.

### Середньовіччя, Новий час
Відоме від XVI століття. Нагірянка була передмістям Ягільниці, осідком управи маєтків польських шляхтичів (пізніше графів) Лянцкоронських.
За статистикою у селі 1900 року мешкало 1321 особа, 1910 — 1398, 1921 — 1143, 1931 — 1405 жителів. У 1921 році налічувалось 212, 1931 року — 247 подвір'їв.
Діяли українські товариства «Просвіта», «Сокіл», «Рідна школа», кооператива.
Під час Першої світової війни до Легіону УСС зголосилися мешканці села Олекса Кузів та Павло Моспан;
В УГА воював Григорій Загуляк, відтак — в'язень польського концтабору у Брест-Литовському, член УВО, ОУН. Упродовж 1920—1930-х років у селі функціонувала українська кооперація «Свій до свого по своє».
Під час пацифікації восени 1930 року польські органи безпеки заарештували на ярмарку Михайла Білецького (нар. 1912), який після тортур у чортківській катівні помер.
У 1933—1939 роках відбулися страйки сільськогосподарських робітників.
У 1930-х роках діяв осередок КПЗУ.
У 1939—1941 роках в Чортківській в'язниці органи НКВС замучили жителів Нагірянки Йосипа Осадцу та Володимира Чортківського; багатьох переслідували.
Під час німецько-радянської війни загинув або пропав безвісти у Червоній армії 31 житель села:
- Іван Бандура (нар. 1909),
- Володимир Білецький (нар. 1919),
- Роман Боднар (нар. 1925),
- Григорій Гула (нар. 1910),
- Федір Дерій (нар. 1911),
- Іван Довбняк (нар. 1926),
- Іван Дутка (нар. 1913),
- Олександр Зварич (нар. 1907),
- Мар'ян З'явін (нар. 1914),
- Тадеуш Качмар (нар. 1908),
- Франко Конал (нар. 1912),
- Юлій Корпильський (нар. 1918).

В УПА воювали:
- Іван Бугай,
- Михайло Бойко,
- Роман Галабала («Луг»),
- Тадей Гучок,
- Антон Зозуляк,
- Дмитро, Євдокія,
- Ольга  Ковалик,
- Сильвестр Ковалик («Альт»),
- Мар'ян Коруняк («Сірий»),
- Михайло Любінецький,
- Осип Любінецький,
- Веронія Мартиновська,
- Володимир Мартиновський,
- Петро Мартиновський,
- Володимир Миколайович,
- Володимир Теодорович,
- Євген Осадца,
- Мирослав Осадца,
- Осип Осадца,
- Ярослав Осадца,
- Остап Ружицький,
- Степан Сенів («Вуйко»),
- Володимир Синовіцький,
- Йосиф Трибухівський («Олег»),
- Омелян Трибухівський («Сян»).

12 червня 2020 року, відповідно до розпорядження Кабінету Міністрів України № 724-р «Про визначення адміністративних центрів та затвердження територій територіальних громад Тернопільської області» увійшло до складу Нагірянської сільської громади.
19 липня 2020 року, в результаті адміністративно-територіальної реформи та ліквідації Чортківського району (1940—2020), увійшло до складу новоутвореного Чортківського району.
З 1 грудня 2020 року Нагірянка — адміністративний центр Нагірянської сільської громади

## Релігія

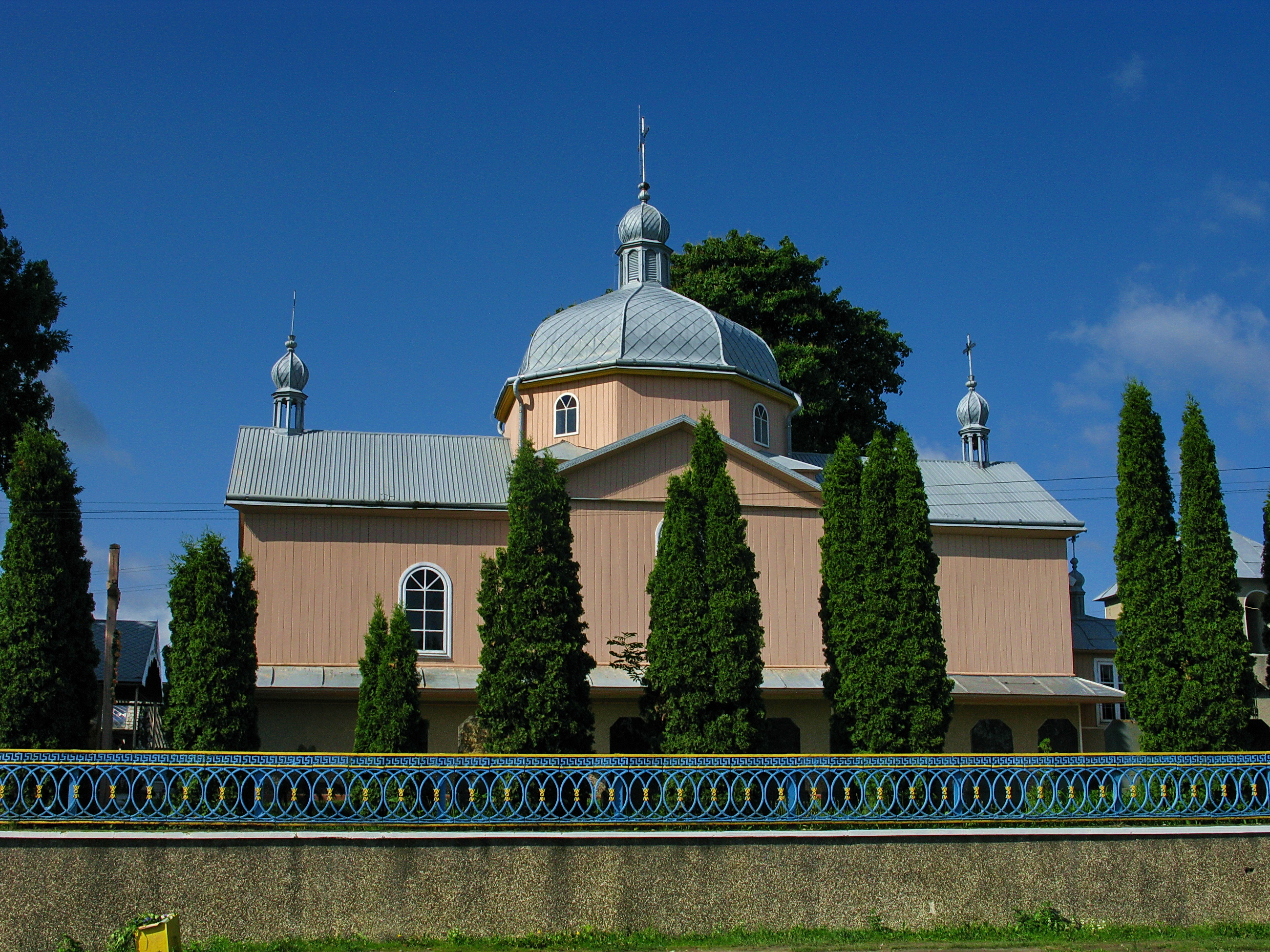
Церква Святого Миколи

Є греко-католицька церква Успіння Пресвятої Богородиці (друга пол. XVII століття, дерев'яна; перевезена з Карпат у 1672 р., 1782 р. — перебудована, реставрована 1989 р.), капличка Покрови Божої Матері, «фіґура».

## Пам'ятки
Споруджено пам'ятники:
- воїнам-односельцям, полеглим у німецько-радянській війні (1971),
- Тарасові Шевченку (1993),
- встановлено пам'ятний знак «Борцям за волю України» (с. Хом'яківка).

В селі розташовується За́мок Лянцкоро́нських.

## Соціальна сфера
За часів Австро-Угорщини діяла однокласна школа з польською мовою навчання, під польсьькою владою — двокласна.
Нині працюють Нагірянська загальноосвітня школа I—II ступенів, клуб, 2 бібліотеки, 2 дитячих садочки, чоловічий вокальний колектив «Любисток» (керівник Руслан Букалюк), народний аматорський ансамбль лемківської пісні «Потічок» (керівник Стефанія Шекета), амбулаторія загальної практики та сімейної медицини, аптека, аптечний кіоск ветеринарної медицини. Працюють ТзОВ «Глобал-Поллєна Україна», АТ ЗТ «Ноосфера», МП «Технополіс», СП (українсько-німецьке) «Дністер», фірма «Органіка», Марилівське МПД ДП «Укрспирт», філія НВП «Райз-Агро», ТзОВ «Факел», ТзОВ «Біокор», ТзОВ «Промінь», ТзОВ «Турбо», ТзОВ «Мішель», міжгосподарське підприємство «Нагірянське», фермерські господарства: «Барвінок», «Геркулес», «Прометей», «Ружа», ПАП «Вікторія-2000», філія ТзОВ «Шляхбуд-Реставрація», філія ЗАТ «Райз-Максимко», КП «Помічник», 10 торгових закладів, молодіжний туристичнийклуб «Перевал», футбольний клуб «Надія».

## Господарство
У 1948 році в селі примусово створено колгосп. Діяли кінний та спиртовий заводи.

## Населення
| Чисельність населення, осіб | Чисельність населення, осіб | Чисельність населення, осіб | Чисельність населення, осіб | Чисельність населення, осіб | Чисельність населення, осіб | Чисельність населення, осіб | Чисельність населення, осіб | Чисельність населення, осіб | Чисельність населення, осіб | Чисельність населення, осіб | Чисельність населення, осіб | Чисельність населення, осіб | Чисельність населення, осіб | Чисельність населення, осіб |      |
| 1900                        | 1910                        | 1921                        | 1931                        | 1938                        | 1959                        | 1970                        | 1979                        | 1989                        | 2001                        | 2011                        | 2013                        | 2014                        | 2015                        | 2016                        | 2018 |
| --------------------------- | --------------------------- | --------------------------- | --------------------------- | --------------------------- | --------------------------- | --------------------------- | --------------------------- | --------------------------- | --------------------------- | --------------------------- | --------------------------- | --------------------------- | --------------------------- | --------------------------- | ---- |
| 1321                        | 1398                        | 1143                        | 1405                        |                             |                             |                             |                             |                             |                             | 2370                        |                             | 2122                        |                             |                             | 2116 |

### Відомі особи

#### Уродженці селища
- Антоній (Пельвецький) (нар. 1897) — архієпископ Станіславський і Коломийський;
- Барна Олег Степанович (1967—2023) — український громадсько-політичний діяч, народний депутат України;
- Барна Степан Степанович (нар. 1979) — український громадсько-політичний діяч, голова Тернопільської ОДА;
- Вархол Роман Степанович (нар. 1957) — український поет, педагог, член НСПУ;
- Ващук Тарас Васильович — український художник, працює та проживає в Бучачі[10];
- Войтович Марія Йосифівна (нар. 1939) — український педагог, заслужений працівник освіти України;
- Дерій Василь Антонович (нар. 1959) — український економіст, поет;
- Ігор Зозуля (нар. 1948) — український правник, громадський діяч;
- Косарчин Володимир Миколайович — український математик;
- Кушнірик Богдан Євстахович (1943 - 2025) - український поет;
- Прокопик Володимир Іванович — український композитор, аранжувальник, колишній керівник ВІА «Смерічка»;
- Ярослав Прокопик — художник-кераміст, член НСХУ;
- Процев'ят Марія Іванівна (нар. 1936) — українська співачка, диригент, педагог, громадська діячка, нагороджена англійським орденом «Хрест 2-го ступеня за заслуги у відродженні української культури та української національної пісні» (1991);
- Стець Юрій Ярославович (нар. 1979) — український медіа-менеджер, міністр інформаційної політики України;
- Сабіна Туркевич (1912—1983) — українська господарниця, громадська діячка;
- Шкром'юк Уляна Андріївна (нар. 1952) — український майстер, керамік, член НСХУ. Лауреат премії імені Катерини Білокур;
- Якель Роман Євгенович (нар. 1971) — український публіцист, журналіст.

#### Проживають
- Володимир Добрянський (нар. 1966) — український науковець, археолог, історик, спелеолог, дослідник старожитностей, фортифікацій та топоніміки.[11]

#### Перебували
- Кучма Леонід Данилович — президент України;
- Чорновіл В'ячеслав Максимович — український громадсько-політичний діяч.

### Мова
Розподіл населення за рідною мовою за даними перепису 2001 року:
| Мова       | Кількість | Відсоток |
| ---------- | --------- | -------- |
| українська | 2355      | 99.37%   |
| російська  | 13        | 0.55%    |
| румунська  | 2         | 0.08%    |
| Усього     | 2370      | 100%     |